# مارتين فارغاس
مارتين فارغاس (بالإسبانية: Martín Vargas)‏ مواليد 24 يناير 1955 في تشيلي، هو ملاكم تشيلي. شارك في دورة الألعاب الأولمبية الصيفية.

## إحصائيات
خاض خلال مسيرته 109 نزالا، فاز في 91 وتعادل في 3 وخسر في 15. فاز بالضربة القاضية في 63 نزالا.

## روابط خارجية
- مارتين فارغاس على موقع بوكس ريك (الإنجليزية) (registration required)
- مارتين فارغاس على موقع أوليمبيديا (الإنجليزية)